# Kultura Tei
Kultura Tei – kultura archeologiczna epoki brązu. Jej nazwa pochodzi od jeziora Tei w Bukareszcie, gdzie odkryto stanowisko archeologiczne tej kultury. Omawiana jednostka była dawniej nazywana także kulturą Bukareszt.

## Geneza
Kultura Tei powstała na podłożu kultury Glina III-Schneckenberg, przy udziale elementów południowych, pochodzenia bałkańskiego oraz nadczarnomorskich z obszarów stepowych, które przenikały przez Dobrudżę. Widoczne są w niej także tradycje kultury Folteszti II, które musiały przetrwać w obrębie kultury Glina III-Schneckenberg.

## Chronologia i obszar występowania
Kultura Tei istniała od okresu A2 do okresu D epoki brązu według podziału chronologicznego dokonanego przez Paula Reineckego. Okres jej funkcjonowania przypada więc na lata 1950–1200 p.n.e. W jej rozwoju wyróżnia się pięć faz.
Największa koncentracja stanowisk tej kultury występuje w środkowym i dolnym biegu rzek Colentina, Dymbowica i Ardżesz, aż po ich ujście do Dunaju oraz nad Dunajem na odcinku od Giurgiu po Oltenicę. Ponadto obejmowała ona swoim zasięgiem tereny położone pomiędzy południowymi Karpatami, Dunajem i Alutą. Małe skupisko stanowisk występuje także na północy w rejonie Braszowa, a pojedyncze znaleziska znamy także z Bułgarii.

## Osadnictwo
Osiedla kultury Tei są dosyć liczne. Zakładano je głównie na terasach rzecznych wzniesionych ponad terasę zalewową.

## Obrządek pogrzebowy
Dla kultury Tei charakterystyczny jest niemal całkowity brak pochówków. Zjawisko takie występuje również w kulturze Verbicioara. Najprawdopodobniej musiała istnieć jakaś nieuchwytna w źródłach archeologicznych forma obchodzenia się z ciałami zmarłych.

## Inwentarz
Wśród wyrobów ceramicznych spotyka się duże naczynia baniaste o wyodrębnionych szyjach, zaopatrzone w ucha i zdobione listwami z dołkami lub poziomymi rzędami dołków, a także misy, kubki i garnki. W fazach IV i V pojawiają się, typowe dla kultury Noua, naczynia dwuuche z guzami na wierzchołkach uch. W ornamentyce występuje ornament stempelkowy, w fazach II i III ornament krzywolinijny, linie faliste, zakreskowane trójkąty, romby, zygzaki i ornament wolutowy. Rzadko pojawiają się kanelury. Ponadto wśród wyrobów glinianych występowały figurki antropomorficzne, gliniane modele wozów, przęśliki i ciężarki tkackie.
W skład inwentarza tej jednostki kulturowej wchodzą także wyroby metalowe takie jak noże, siekierki i szpile wykonane z brązu, a wśród nich szpile pastorałowate, szpile z końcem zwiniętym w uszko i szpile cypryjskie.
Dużo jest wyrobów kamiennych i krzemiennych takich jak siekierki, topory i głowice buław. Liczne są też wyroby z kości i rogu.

## Zanik
Kultura Tei zaniknęła w okresie brązu D pod wpływem rozprzestrzeniania się kultury Noua lub pokrewnej jej kultury Coslogeni.